# Imsee (Naturschutzgebiet)
Koordinaten: 48° 1′ 20″ N, 13° 8′ 10″ O
Das 5,79 ha große Naturschutzgebiet Imsee liegt in der Gemeinde Palting im Bezirk Braunau am Inn in Oberösterreich und steht seit dem Jahr 2007 unter Naturschutz (Listeneintrag).
Der im Naturschutzgebiet gelegene Imsee ist in einem Toteisloch am östlichen Rand des eiszeitlichen Salzachgletschers entstanden. Heute ist es von landwirtschaftlich genutzten Flächen, teilweise auch von Wald, umgeben.
Die Ortschaft Imsee liegt südwestlich, und Bergham, eine Ortschaft von Lochen am See, liegt östlich. Westlich verläuft die Landesstraße L 505 und fließt die Mattig.
Der Imsee befindet sich im Privatbesitz, er bietet eine besondere Vielfalt an seltenen Vögeln und Pflanzen.